# Rhapsody of the Seas
Le Rhapsody of the Seas est un navire de croisière de classe Vision appartenant à Royal Caribbean International. Construit en 1996, il peut accueillir à son bord 2 435 passagers. Il a été construit aux Chantiers de l'Atlantique à Saint-Nazaire, en France.
Après six années à naviguer à partir de Galveston (Texas), il a commencé une nouvelle carrière fin 2007. Après avoir traversé le Pacifique Sud et rejoint l'Australie où il est resté deux mois, il est reparti  vers l'Asie ; il y a effectué des croisières à partir de Singapour, Hong Kong, Shangai et Busan en Corée du Sud. Pour l'été 2008, le Rhapsody of the Seas a rejoint Seattle puis gagné l'Alaska avant de rejoindre Sydney pendant l'hiver 2008/2009. Il est retourné à Seattle au printemps 2009 puis Royal Carribean a annoncé que le Rhapsody devait revenir vers l'Alaska au moins jusqu'en avril 2012.
Il opère actuellement[Quand ?] des croisières dans le Pacifique Sud (Australie, Nouvelle-Zélande, Nouvelle-Calédonie, Vanuatu, Indonésie, Fidji, etc.)
En été 2018 il navigue en mer Adriatique, en Grèce, au Monténégro et en Croatie.
En août 2022, il est vu à Mykonos, célèbre île grecque de la mer Egée.
Le 3 septembre 2022, il est amarré dans le port de Rhodes (Quai Acandia)
Le 6 novembre 2022, il est en mer Méditerranée, amarré à Nice en France.